# Massimiliano Neri
Massimiliano Neri (Bonn, 1618 circa – Bonn, dopo il 1670) è stato un organista, compositore e maestro di cappella tedesco di origini italiane.

## Biografia
Fu discendente di una notevole stirpe di musicisti, di provenienza e formazione veronese (tutti furono cantori nel duomo di quella città, e allievi delle locali "scuole accolitali"), dei quali si ricordano il padre Giacomo Negri, cantore e maestro di cappella alle corti di Monaco di Baviera, Neuburg, e Düsseldorf; lo zio Giuseppe, cantore a Bonn, e Orazio, pronipote di Orazio Negri, anche lui cantore alla corte di Monaco di Baviera.
Massimiliano si trasferì in seguito (certo con il permesso e l'aiuto del padre) a Venezia, sembra già attorno al 1625.
La sua prima abitazione presso il ricco e colto patrizio veneto Giacomo Soranzo (presso il palazzo veneziano del nobiluomo, nel sestiere di Cannaregio), rese possibile la sua completa educazione musicale e, verosimilmente, umanistica. Numerosi documenti più tardi accertano le sue strette relazioni anche con altri componenti della ricca ed influente famiglia Soranzo. 
Non abbiamo indicazioni circa le sue attività musicali, sino al 1644; in quell'anno pubblica la sua opera prima, Sonate e canzone a quatro da sonarsi con diversi stromenti in chiesa, & in camera. Nello stesso anno venne nominato organista della chiesa veneziana di San Giovanni e Paolo, e, subito dopo, secondo organista della cappella ducale di San Marco. Mantenne tali posizioni sino al suo trasferimento a Bonn (1664) – ma con una lunga interruzione del suo impiego a San Giovanni e Paolo (1646-1651).
Molti atti notarili veneziani documentano le sue relazioni con la corte di Colonia, ed i suoi musicisti, e l'eredità assegnatagli dal padre Giacomo, costituita da numerosi appezzamenti di terreno in Castagnaro, una località sita all'incrocio delle attuali province di Mantova, Verona e Rovigo.
Egli intrattenne anche stretti rapporti con la corte viennese; suo padre Giacomo Negri già nel 1628 era stato creato cavaliere dall'imperatore Ferdinando II. La seconda e maggiore opera musicale di Massimiliano, SONATE Da Sonarsi con varij stromenti A trè sino a dodeci è dedicata infatti proprio al successore di Ferdinando II, Ferdinando III. Molto probabilmente, nello stesso anno di pubblicazione (1651) egli compì un viaggio a Vienna, per presentare l'opera all'imperatore, che lo ricompensò con una catena d'oro, che egli ricevette dalle mani del maestro della cappella imperiale, Antonio Bertali (anch'egli di provenienza veronese, e già allievo delle "scuole accolitali").
Dopo la morte del suo antico mecenate, Giacomo Soranzo (1649), egli si trasferì non lontano dalla sua prima abitazione, nei pressi della chiesa veneziana di Santa Fosca, e si maritò con la dama fiorentina Caterina Giani (probabilmente anch'ella in qualche relazione con la corte viennese), matrimonio da cui nacquero in seguito almeno sette figli.
Molto significativo fu anche il suo incarico (dal 1655) come "maestro di coro" (maestro di cappella) nella chiesa dell’Ospedale dei Derelitti (anche detta l’Ospedaletto), antica e importante istituzione caritatevole veneziana, – per il rinnovo della cui chiesa (ed in particolare per il rinnovo dell'organo e della cantoria), avvenuto tra il 1659 ed il 1660, egli si adoperò molto, come dimostrano le sue ricevute autografe, ed altro materiale documentario.
Nel novembre del 1658 egli diresse nella chiesa del monastero di Santa Caterina (non lontano dal palazzo del suo primo mecenate Giacomo Soranzo) una solenne esecuzione musicale durante i vespri, nel giorno onomastico della santa patrona, che però si protrasse ben oltre l'orario stabilito dalle severe leggi dello Stato veneziano, cosicché una magistratura veneziana ne ordinò la carcerazione e istruì un processo. Ben presto però quella magistratura si avvide che il Neri, in quanto dipendente diretto del doge (la chiesa di San Marco aveva status di chiesa privata ducale), poteva essere giudicato solo dal doge in persona. Quest'ultimo, in accordo con il Consiglio dei Dieci, diede perciò incarico ad un altro magistrato di indire regolare processo ed emetterne sentenza.
Oggi possediamo perciò la trascrizione completa degli interrogatori dei testimoni, che costituiscono una vivace testimonianza di una festa religiosa veneziana attorno alla metà del Seicento ed una descrizione, assai interessante, dell'ambiente sociale nel quale viveva un compositore e musicista veneziano dell'età medio barocca.
Da questi documenti si vengono inoltre a conoscere i nomi di alcuni componenti del gruppo strumentale guidato dal Neri in quell'occasione, cioè Carlo Fedeli, detto "Saggion" (allora "maestro de' concerti" - cioè direttore del corpo strumentale - della cappella ducale di San Marco), e Gasparo Sartorio, importante compositore operistico (anche se oggi più noto, in quel campo, è il fratello Antonio Sartorio).
Questi – ed altri – indizi, suggeriscono che i contatti tra il Neri e il mondo dell'opera veneziana (allora emergente), furono più stretti di quanto sinora si fosse sospettato (sulla base della quasi esclusiva predilezione del compositore per la musica puramente strumentale).
Non molti giorni dopo l'indizione del processo a suo carico, probabilmente grazie all'intervento di alcuni influenti componenti della famiglia Soranzo, Massimiliano Neri venne rilasciato.
Egli nel frattempo non aveva trascurato comunque i suoi contatti con la corte di Bonn (risalenti ancora ai suoi predecessori, Orazio, Giacomo e Giuseppe Negri): già del 1652 egli istruì per due anni al cembalo (e verosimilmente all'organo) un importante cantore di quella cappella musicale, Gaudenz Groll.
Nel 1664 chiese il permesso di lasciare temporaneamente le proprie posizioni presso San Marco e Santi Giovanni e Paolo, ai reggenti delle rispettive istituzioni (una supplica dagli atti di Santi Giovanni e Paolo cita espressamente il suo desiderio di incontrare suo zio Giuseppe); ma egli non tornò più a Venezia.
Oggi si tende a svalutare l'ipotesi che sinora appariva più probabile, cioè che il trasferimento del Neri sia stato un episodio occasionale e non previsto. È invece praticamente certo che il trasferimento di Massimiliano Neri a Colonia, e il suo insediamento come maestro di quella cappella principesca, fu un atto lungamente ed accuratamente preparato dal compositore. Quest'ipotesi è anche avvalorata da procure ed altri documenti, che egli ebbe modo di stipulare non appena fu sicuro di poter lasciare Venezia (tra l'altro, l'atto – autografo – di vendita del proprio "organetto", cioè lo strumento portatile, del quale si serviva per esercitarsi).
Sembra perciò accertato che, immediatamente dopo l'abbandono delle sue attività veneziane nel 1664, il Neri iniziò l'attività di maestro della cappella musicale del principe elettore di Colonia, residente a Bonn.
Il fatto che noi non possediamo alcuna documentazione diretta dell'elezione, dello svolgersi e della cessazione di quest'attività, non è certo un caso isolato; lo stesso accade anche per molti altri musicisti operanti presso le corti germaniche in quegli anni, come Biagio Marini, e lo stesso padre di Massimiliano Neri, Giacomo Negri. Infatti, mentre i cantori e strumentisti erano pagati da istituzioni statali appositamente create, il maestro di cappella era normalmente retribuito privatamente e direttamente dallo stesso reggente.
Solo alcuni documenti provenienti da altre istituzioni documentano con buona certezza l'elezione del Neri, e il suo successivo operare nella sua nuova veste ufficiale: in particolare alcuni documenti veneziani, e, nelle fonti archivistiche germaniche, la cosiddetta Orgelprobe dagli atti capitolari della chiesa di San Cassio in Bonn (1666), nonché alcuni documenti più tardi, provenienti da archivi parrocchiali di Bonn e Colonia.
Verosimilmente Massimiliano Neri morì tra il 1670 ed il 1676 (l'anno più probabile è il 1673), perché, nell'atto di sepoltura dello zio Giuseppe, quest'ultimo è definito come "Director Musicae Serenissimi Principis Coloniensis". Probabilmente nel frattempo Massimiliano Neri era deceduto, e Giuseppe fu il suo successore in quell'incarico; il primo termine certo – 1670 - è stabilito con certezza, sulla base di un documento veneziano.